# هرمز (بدخش)
هرمز (پارسی میانه: Hormizd) یکی از فرماندهان نظامی ایرانی در زمان شاهنشاه قباد یکم ساسانی (حک. ۴۹۸–۵۳۱) بود. او بدخش آغزنیک و عموی یزدگرد بود.

## زندگی
به گفتهٔ زکریای بلیغ در سال ۵۳۱ میلادی پس از حمله بساس دوک بین‌النهرین و دستگیری یزدگرد، او اتفاق‌های رخ داده را به شاه گزارش داد و او نیز دستور یک حمله متقابل را صادر کرد. هرمز نیز مهر گیرووی را به سوی هون‌ها روانه کرد تا سربازان هون را جذب کند و برای محاصره سیلوان، مقر بساس، آماده شود. سرانجام باوی، کنارنگ و مهر مهرویه شهر را به محاصره درآوردند.